# Nachtmahr
Nachtmahr (с нем. — «Ночной кошмар») — сольный TBM/EBM проект австрийского композитора, музыканта, певца и продюсера Томаса Райнера (нем. Thomas Rainer), созданный в 2007 году.

## История
К моменту создания Nachtmahr Райнер уже приобрёл известность участием в группах L'Âme Immortelle и Siechtum. Кроме того, он работал постоянным диджеем в клубе «Пи» в Вене. Эта работа в итоге и вдохновила его на создание сольного проекта. Стиль своей музыки сам Райнер описывает как «недостающее звено между беспощадной и провокационной силой индастриала и молотящей силой техно».
Первым альбомом Nachtmahr стал мини-альбом Kunst Ist Krieg, вышедший в 2007 году на лейбле Trisol Music Group. Композиция «I Believe (In Blood)» с него вошла в состав европейской версии саундтрека к американскому триллеру Пила 4. В 2008 году был выпущен полноформатный альбом Feuer Frei. Композиция «Katharsis» на протяжении восьми недель оставалась в немецком чарте Deutsche Alternative Charts, при этом максимальной позицией стало второе место. В том же году был выпущен мини-альбом Katharsis.
Второй полноформатный альбомом проекта стал Alle Lust Will Ewigkeit, вышедший в 2009 году. В Deutsche Alternative Charts альбом достиг первого места как в чарте альбомов, так и в чарте синглов, и находился в чартах восемь недель. В начале 2010 года вышел мини-альбом Mädchen In Uniform, за ним последовал третий полноформатный альбом Semper Fidelis. В 2011 году вышел мини-альбом Can You Feel The Beat?, на одноимённую композицию был снят видеоклип.

## Дискография
- 2007 — Kunst Ist Krieg (EP)
- 2008 — Feuer Frei
- 2008 — Katharsis (EP)
- 2009 — Alle Lust Will Ewigkeit
- 2010 — Mädchen In Uniform (EP)
- 2010 — Semper Fidelis
- 2011 — Can You Feel The Beat? (EP)
- 2012 — Veni Vidi Vici
- 2014 — Feindbild
- 2016 — Kampfbereit
- 2017 — Unbeugsam (сборник)
- 2018 — Widerstand (EP)
- 2019 — Antithese
- 2021 — Stellungskrieg
- 2024 – Verboten!